# Probynia obstipa
Probynia obstipa är en kräftdjursart som beskrevs av M. Bourdon och Bruce1983. Probynia obstipa ingår i släktet Probynia och familjen Bopyridae. Inga underarter finns listade i Catalogue of Life.